# Барановский, Михаил Семёнович
Михаи́л Семёнович Барано́вский (1760—1805) — российский военачальник, генерал-майор, участник походов А. В. Суворова.

## Биография
Происходил из белорусских дворян. На службу поступил в 1780 году ефрейтором-капралом в Рижский карабинский полк. В 1784 году произведён в вахмистры, в 1785 году — в кадеты. С 1 февраля 1792 года — фурьер Преображенского полка. 1 декабря произведён в подпрапорщики. 8 октября 1793 года произведён в сержанты и пожалован в Кавалергардский корпус и в поручики армии.
31 декабря 1796 года переведён в Преображенский полк (по личному прошению) с производством в капитаны. В 1798 году произведён в полковники. 16 января 1799 года назначен шефом Низовского мушкетёрского полка (по 28.1.1801), с производством в генерал-майоры.
В 1799 году участвовал в итальянском походе Суворова: в бою при Лекко (25 апреля), в переправе через По у Бассиньяны и Писето, в удержании Казале (20—24 мая), взятии Турина (4—10 июня), в сражениях при Тидоне и Требии (17—20 июня), взятии Александрийской цитадели и замка Серравалле, в сражении при Нови (15 августа).
21 сентября 1799 года вступил в Швейцарию. Участвовал во взятии Сен-Готарда (23— 24 сентября), в боях у Чёртова моста (25 сентября), в Мутенской долине (30 сентября — 1 октября, в этот день был контужен в грудь).
14 декабря 1803 года назначен шефом Тобольского гарнизонного полка.
Скончался 29 мая 1805 года.

## Награды
- орден Святой Анны 2-й степени (1799) — за сражения при Тидоне и Требии
- орден Святой Анны 1-й степени (1799) — за атаку Сен-Готарда